# Rekommenderat dagligt intag
Rekommenderat dagligt intag (RDI) anger hur mycket av vitaminer och mineralämnen en person bör äta varje dag. RDI är en vägledning då man planerar måltider. Nedan anges i tabellform rekommenderat dagligt intag av en rad ämnen enligt Livsmedelsverket, 2007-02-13. Mängderna avser det som ska konsumeras, det vill säga att hänsyn måste tas till förluster vid beredning och tillagning, och är lagda med en säkerhetsmarginal som gör det sannolikt att en kost med dessa mängder täcker behovet hos så gott som hela befolkningen. Tabellerna omfattar inte alla kända essentiella näringsämnen; i vissa fall vet man för lite för att kunna ge exakta rekommendationer. Anges ofta i mg t.ex. c-vitamin 30 mg eller 40 mg beroende på ålder är fullt rekommenderat daglig intag, medan 30 mg eller 40 mg C-vitamin då skulle kunna vara 100% av DRI.

## Skillnaden mellan DRI och RDI
Om vitaminer eller mineraler ingår i näringsdeklarationen ska det även stå hur många procent av det dagliga referensintaget (DRI) varan innehåller av varje vitamin eller mineral. Dessa referensvärden är gemensamma för hela EU och används just vid märkning.
Det är viktigt att inte blanda ihop de värden för dagligt referensintag som används vid märkning med de svenska näringsrekommendationerna, som i första hand används vid kostplanering. De svenska näringsrekommendationerna anger vad en person i genomsnitt behöver av energi och olika näringsämnen, och vilket dagligt intag av vitaminer och mineraler som är önskvärt i olika åldersgrupper.

## Barn - RDI av vitaminer
| Ålder      | Vit A RE1 | Vit D µg | Vit E a-TE2 | Tiamin mg | Riboflavin mg | Niacin NE 3 | Vit B6 mg | Folsyra µg | Vit B12 µg | Vit C mg |
| ---------- | --------- | -------- | ----------- | --------- | ------------- | ----------- | --------- | ---------- | ---------- | -------- |
| <6 mån. 4  | -         | -        | -           | -         | -             | -           | -         | -          | -          | -        |
| 6-11 mån.  | 300       | 10       | 3           | 0,4       | 0,5           | 5           | 0,4       | 50         | 0,5        | 20       |
| 11-23 mån. | 300       | 10       | 4           | 0,5       | 0,6           | 7           | 0,5       | 60         | 0,6        | 25       |
| 2-5        | 350       | 10       | 5           | 0,6       | 0,7           | 9           | 0,7       | 80         | 0,8        | 30       |
| 6-9        | 400       | 10       | 6           | 0,9       | 1,1           | 12          | 1,0       | 130        | 1,3        | 40       |

## Män - RDI av vitaminer
| Ålder | Vit A RE1 | Vit D µg | Vit E a-TE2 | Tiamin mg | Riboflavin mg | Niacin NE 3 | Vit B6 mg | Folsyra µg | Vit B12 µg | Vit C mg |
| ----- | --------- | -------- | ----------- | --------- | ------------- | ----------- | --------- | ---------- | ---------- | -------- |
| 10-13 | 600       | 10       | 8           | 1,2       | 1,4           | 16          | 1,3       | 200        | 2,0        | 50       |
| 14-17 | 900       | 10       | 10          | 1,5       | 1,7           | 20          | 1,6       | 300        | 2,0        | 75       |
| 18-30 | 900       | 10       | 10          | 1,5       | 1,7           | 20          | 1,6       | 300        | 2,0        | 75       |
| 31-60 | 900       | 10       | 10          | 1,4       | 1,7           | 19          | 1,6       | 300        | 2,0        | 75       |
| 61-74 | 900       | 10       | 10          | 1,3       | 1,5           | 17          | 1,6       | 300        | 2,0        | 75       |
| >75   | 900       | 20       | 10          | 1,2       | 1,3           | 15          | 1,6       | 300        | 2,0        | 75       |

## Män - RDI av mineralämnen
| Ålder | Kalcium mg | Fosfor mg | Kalium g | Magnesium mg | Järn5 mg | Zink6 mg | Koppar mg | Jod µg | Selen µg |
| ----- | ---------- | --------- | -------- | ------------ | -------- | -------- | --------- | ------ | -------- |
| 10-13 | 900        | 700       | 3,3      | 280          | 11       | 11       | 0,7       | 150    | 40       |
| 14-17 | 900        | 700       | 3,5      | 350          | 11       | 12       | 0,9       | 150    | 50       |
| 17-30 | 8007       | 6007      | 3,5      | 350          | 9        | 9        | 0,9       | 150    | 50       |
| 31-60 | 800        | 600       | 3,5      | 350          | 9        | 9        | 0,9       | 150    | 50       |
| 61-74 | 800        | 600       | 3,5      | 350          | 9        | 9        | 0,9       | 150    | 50       |
| >75   | 800        | 600       | 3,5      | 350          | 9        | 9        | 0,9       | 150    | 50       |

## Kvinnor - RDI av vitaminer
| Ålder | Vit A RE1 | Vit D µg | Vit E a-TE2 | Tiamin mg | Riboflavin mg | Niacin NE 3 | Vit B6 mg | Folsyra µg | Vit B12 µg | Vit C mg |
| ----- | --------- | -------- | ----------- | --------- | ------------- | ----------- | --------- | ---------- | ---------- | -------- |
| 10-13 | 600       | 10       | 7           | 1,0       | 1,2           | 14          | 1,1       | 200        | 2,0        | 50       |
| 14-17 | 700       | 10       | 8           | 1,2       | 1,3           | 15          | 1,3       | 300        | 2,0        | 75       |
| 18-30 | 700       | 10       | 8           | 1,1       | 1,3           | 15          | 1,3       | 400        | 2,0        | 75       |
| 31-60 | 700       | 10       | 8           | 1,1       | 1,3           | 15          | 1,2       | 3008       | 2,0        | 75       |
| 61-74 | 700       | 10       | 8           | 1,0       | 1,2           | 14          | 1,2       | 300        | 2,0        | 75       |
| >75   | 700       | 20       | 8           | 1,0       | 1,2           | 13          | 1,2       | 300        | 2,0        | 75       |

## Kvinnor - RDI av mineralämnen
| Ålder | Kalcium mg | Fosfor mg | Kalium g | Magnesium mg | Järn5 mg | Zink6 mg | Koppar mg | Jod µg | Selen µg |
| ----- | ---------- | --------- | -------- | ------------ | -------- | -------- | --------- | ------ | -------- |
| 10-13 | 900        | 700       | 2,9      | 280          | 11       | 8        | 0,7       | 150    | 40       |
| 14-17 | 900        | 700       | 3,1      | 280          | 1510     | 9        | 0,9       | 150    | 40       |
| 18-30 | 8007       | 6007      | 3,1      | 280          | 1510     | 7        | 0,9       | 150    | 40       |
| 31-60 | 800        | 600       | 3,1      | 280          | 15/910   | 7        | 0,9       | 150    | 40       |
| 61-74 | 8009       | 600       | 3,1      | 280          | 9        | 7        | 0,9       | 150    | 40       |
| >75   | 8009       | 600       | 3,1      | 280          | 9        | 7        | 0,9       | 150    | 40       |

## Gravida/Ammande - RDI av vitaminer
|         | Vit A RE1 | Vit D µg | Vit E a-TE2 | Tiamin mg | Riboflavin mg | Niacin NE 3 | Vit B6 mg | Folsyra µg | Vit B12 µg | Vit C mg |
| ------- | --------- | -------- | ----------- | --------- | ------------- | ----------- | --------- | ---------- | ---------- | -------- |
| Gravida | 800       | 10       | 10          | 1,5       | 1,6           | 17          | 1,5       | 500        | 2,0        | 85       |
| Ammande | 1100      | 10       | 11          | 1,6       | 1,7           | 20          | 1,6       | 500        | 2,6        | 100      |

## Gravida/Ammande - RDI av mineralämnen
|         | Kalcium mg | Fosfor mg | Kalium g | Magnesium mg | Järn5 mg | Zink6 mg | Koppar mg | Jod µg | Selen µg |
| ------- | ---------- | --------- | -------- | ------------ | -------- | -------- | --------- | ------ | -------- |
| Gravida | 900        | 700       | 3,1      | 280          | — 12     | 9        | 1,0       | 175    | 55       |
| Ammande | 900        | 900       | 3,1      | 280          | 15       | 11       | 1,3       | 200    | 55       |